# Aleksandrów Łódzki
Aleksandrów Łódzki là một thị trấn thuộc hạt Zgierz, tỉnh Łódź, miền trung Ba Lan. Thị trấn có diện tích 13,47 km. Tính từ ngày 31 tháng 12 năm 2016, dân số của thị trấn là 21.380 người với mật độ 1.600 người/km.

## Lịch sử

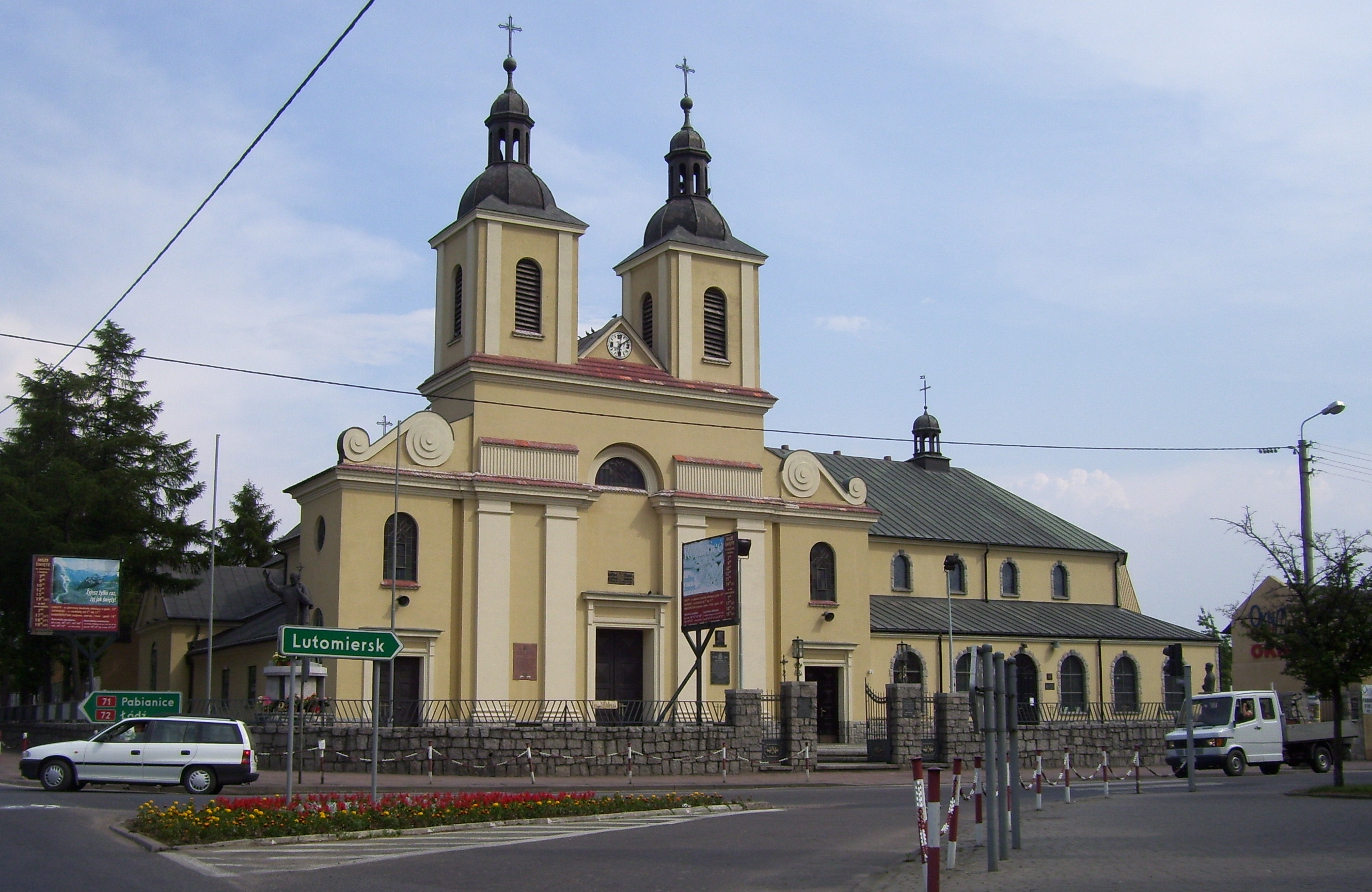
Nhà thờ Saints Raphael và Michael Archangel ở Aleksandrów Łódzki - nhà thờ lâu đời nhất trong thành phố

Thị trấn Aleksandrów Łódzki xuất phát từ một ngôi làng, được thành lập vào năm 1816 bởi Rafał Bratoszewski. Bratoszewski đã gọi thị trấn theo tên của Hoàng đế Nga lúc bấy giờ là Alexander I Romanov. Vào năm 1822, Aleksandrów Łódzki nhận được đặc quyền thị trấn theo luật Magdeburg. Sau cái chết của Bratoszewski vào năm 1824, dòng họ Kossowski là những người tiếp quản thị trấn.
Sau năm 1832, Aleksandrów Łódzki bị các thị trấn lân cận là Pabianice, Zgierz và Łódź áp đảo về kinh tế. Vào cuối thế kỷ 19 và đầu thế kỷ 20, một số công ty dệt kim được thành lập tại Aleksandrów và cho đến ngày nay, thị trấn được coi là cái nôi của ngành công nghiệp chứng khoán Ba Lan. Năm 1910, thị trấn mở một tuyến xe điện kết nối với Łódź, tuy nhiên, nó đã ngừng hoạt động vào năm 1991.
Ngay từ đầu, Aleksandrów Łódzki là một thị trấn đa văn hoá bao gồm người Đức theo đạo Tin lành, người Do Thái làm nghề buôn bán và người Công giáo chủ yếu làm thợ thủ công hoặc làm việc trong các nhà máy. Đối với người Do Thái, Aleksandrów Łódzki là một trung tâm tôn giáo quan trọng, nó là trụ sở của Hasidic Tzadikim thuộc triều đại Alexander do Rabbi Yechiel Dancyger sáng lập (1828 - 1894). Năm 1869, Aleksandrów Łódzki bị mất quyền thị trấn (kéo dài hơn 60 năm). Tuy nhiên, thị trấn đã lấy lại được đặc quyền này vào năm 1924. 

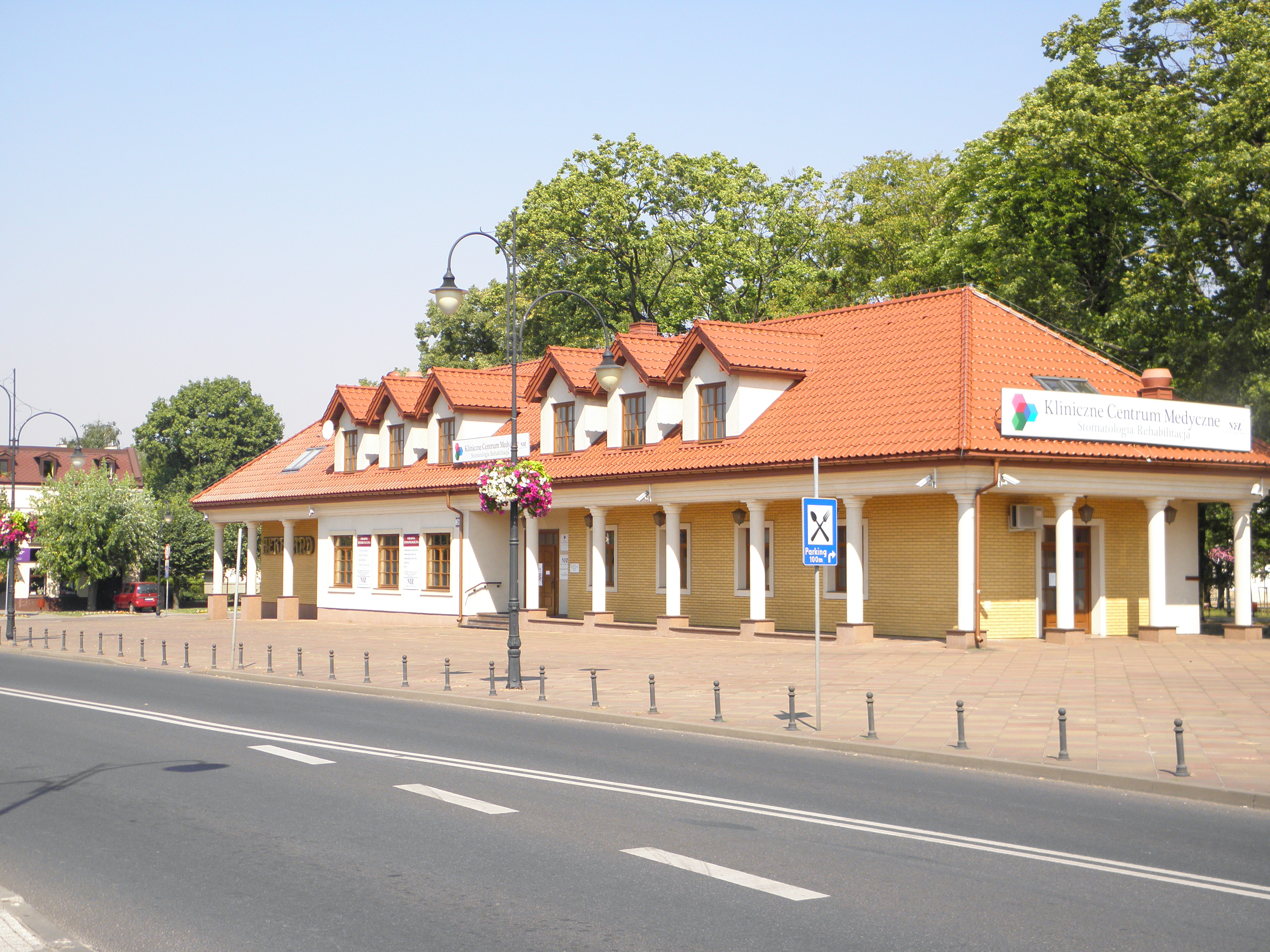
Tòa nhà Herbrand Cafe & Restaurant nằm trên Quảng trường Kościuszki

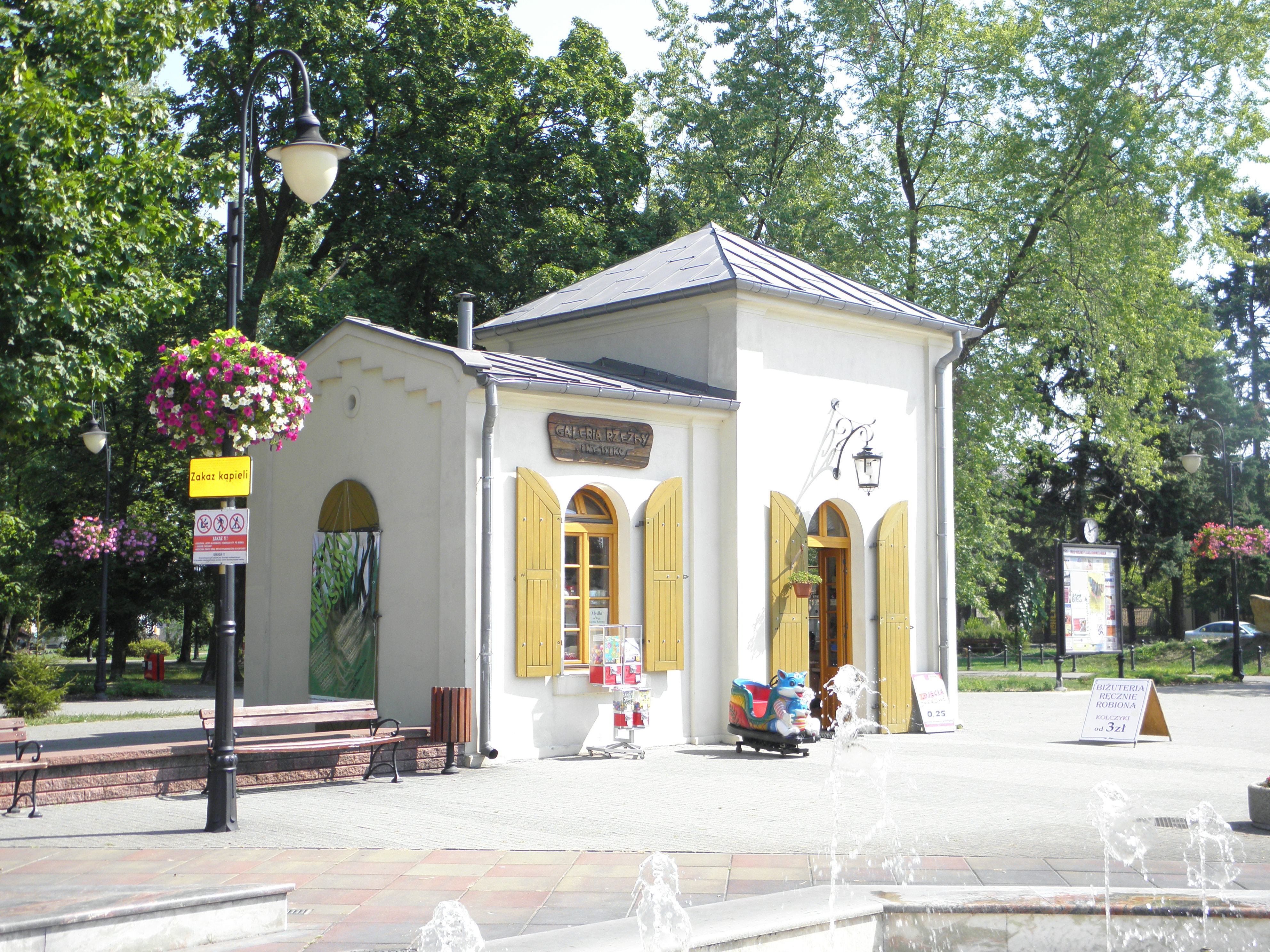
Weigh House - cửa hàng quà tặng và quà lưu niệm ngày nay

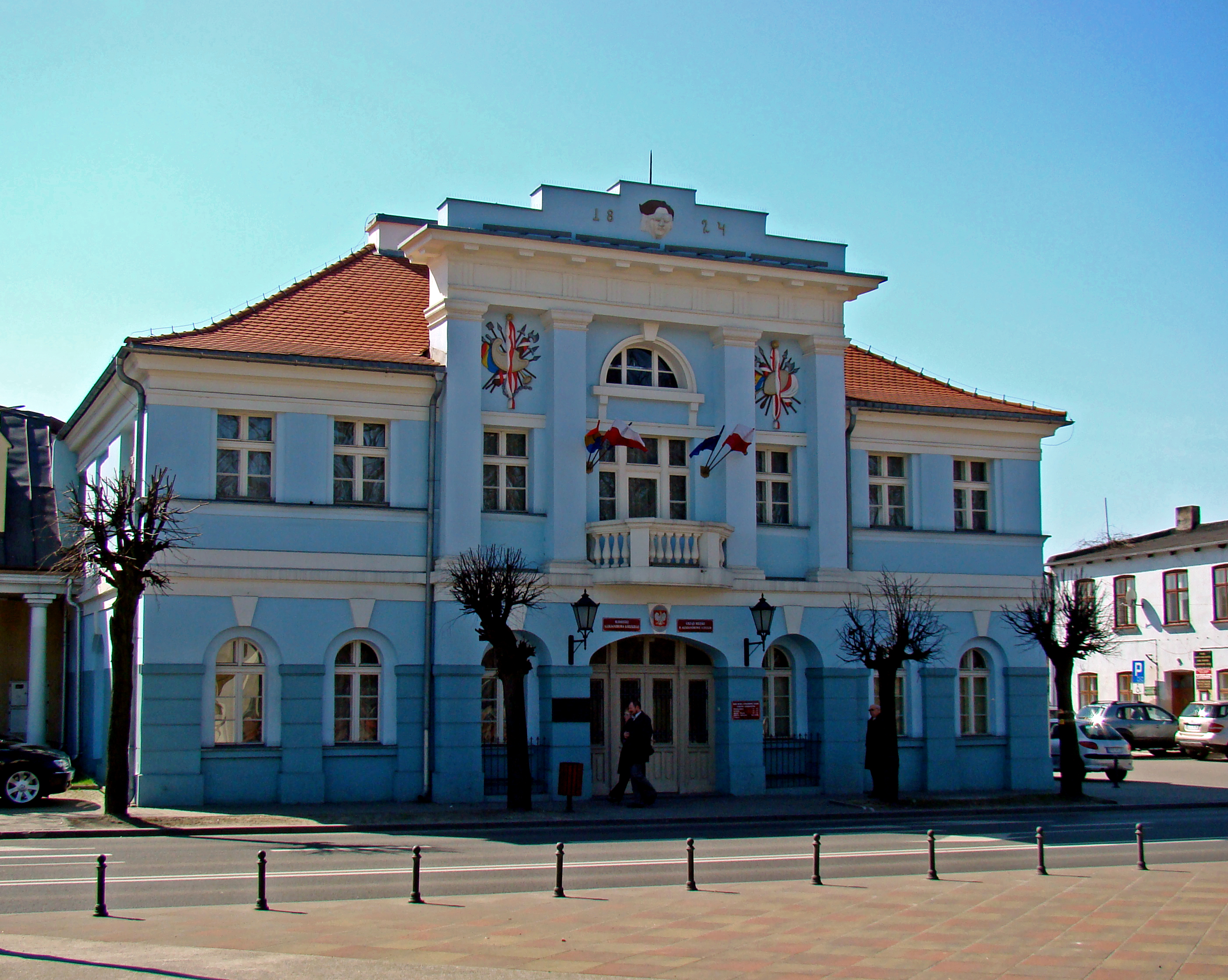
Tòa thị chính tân cổ điển được xây dựng vào năm 1824

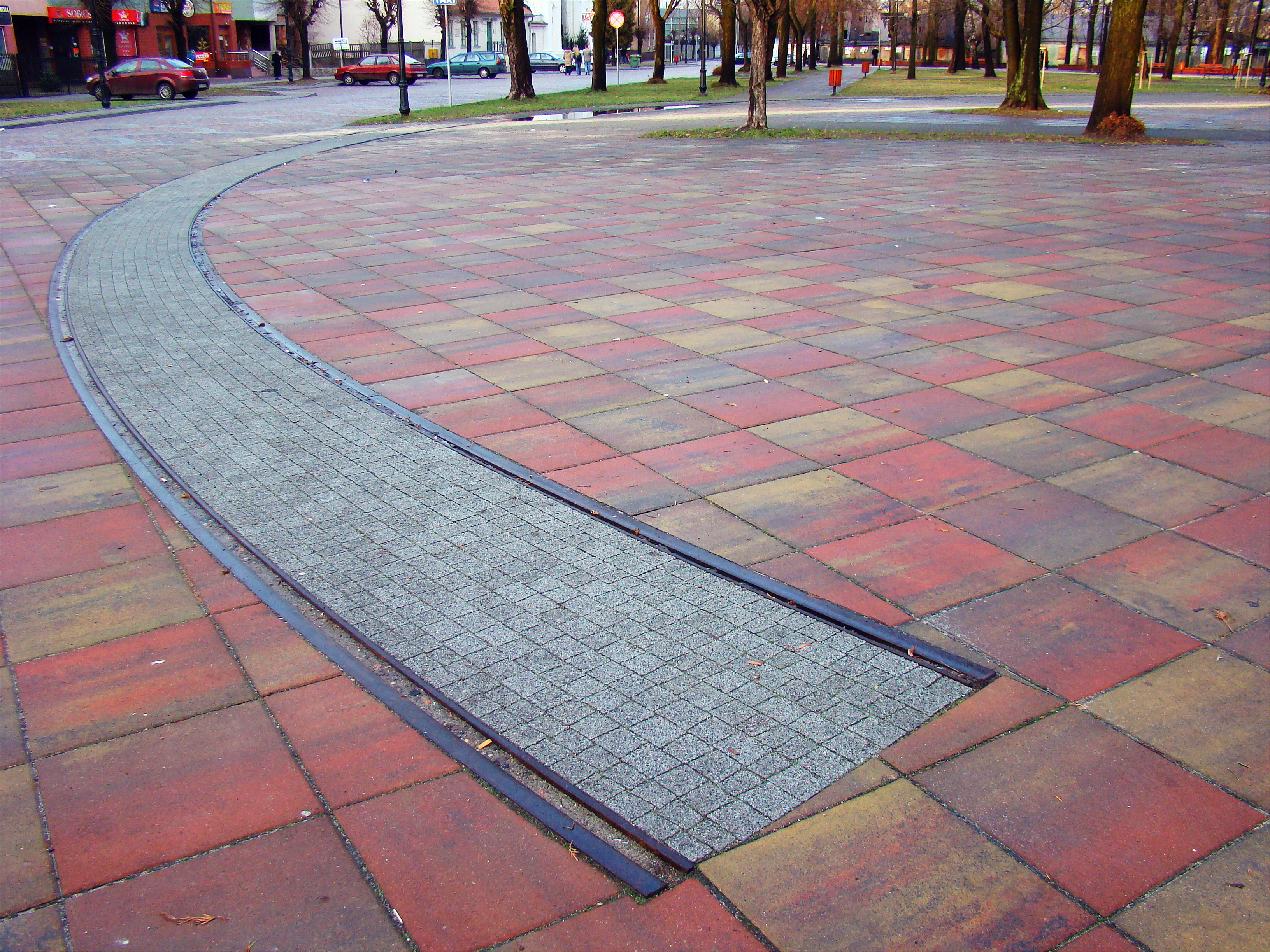
Dấu tích cổ điển của xe điện cũ trên Quảng trường Tadeusz Kościuszko

## Địa điểm tham quan nổi tiếng trong thị trấn
- Nhà thờ Công giáo Thánh Rafael và Michael - được xây dựng vào năm 1816 - 1818
- Nhà thờ Eveachic - được xây dựng vào năm 1828 bởi mục sư Fryderyk Jerzy Tuve
- Tòa thị chính - được xây dựng vào năm 1824
- Thư viện - được xây dựng vào năm 1848
- Công viên thành phố - được thành lập vào năm 1824 bởi Rafał Bratoszewski
- Nhà máy dệt - được xây dựng từ nửa đầu thế kỷ 19
- Nhà máy và biệt thự của Albert Stiller - được xây dựng vào năm 1908
- Ký túc xá của Trường Trung học Nicolaus Copernicus - được xây dựng vào năm 1935

## Thể thao
- Câu lạc bộ Towarzystwo Sportowe Sokół-Syguła - được thành lập vào năm 1998
- Câu lạc bộ Bóng đá trẻ MULKS Aleksandrów - được thành lập năm 2004
- Câu lạc bộ điền kinh MKS Aleksandrów
- Câu lạc bộ bóng chuyền UKS Jedynka